# Чернышов, Алексей Геннадиевич
Алексей Геннадиевич Чернышов (род. 24 февраля 1963, Саратов) — советский и российский политический деятель, депутат Государственной Думы ФС РФ четвертого созыва (2003—2007), учёный, эксперт.

## Биография
В 1987 году был избран депутатом Саратовского областного Совета народных депутатов (работал до 1993 года). 
В 1989 году окончил Саратовский государственный университет им. Н. Г. Чернышевского.
С 1989 по 1990 год — преподаватель на кафедре политологии Саратовского экономического института. С 1994 по 1996 год — доцент кафедры правового регулирования государственной деятельности Поволжской академии государственной службы.
С 1994 по 2003 год — генеральный директор ЗАО «Международный Интеллектуальный Центр „Уникласс“».
В 1997 году был избран депутатом Саратовской городской Думы. В 2000 году был вновь избран депутатом Саратовской городской Думы.
С 2000 по 2003 год — профессор кафедры политических наук Саратовского государственного университета им. Н. Г. Чернышевского. Член диссертационного совета по политическим наукам.
Член Российской Ассоциации Политических Наук (РАПН).

### Депутат Государственной Думы
В 2003 году баллотировался в Государственную думу 4 созыва от ЛДПР, номер 4 по Приволжской части списка кандидатов партии. Избран, вошел в состав комитет ГД по образованию и науке, был запмредом комитета.
В 2003 году на съезде ЛДПР его кандидатура выдвигалась как один из 4 вариантов кандидата в президенты от ЛДПР. Но набрал меньше голосов, чем Малышкин (также проиграли Сергей Абельцев и Александр Курдюмов), в итоге кандидатом в президенты стал Малышкин.

## Научная и образовательная деятельность
С 2013 по 2019 год занимал должность профессора кафедры государственного и муниципального управления Финансового университета при Правительстве РФ.
А. Г. Чернышов — автор более 120 научных и публицистических работ, включая материалы и статьи в разных изданиях и медиа, включая издания Италии, Сербии и других стран.
Основные публикации:
- Чернышов А. Г. «Власть как „вечный“ двигатель». Монография. М.: Изд.-во «Проспект», 2018. — 306 с.
- Чернышов А. Г. «Цена будущего. Тем, кто хочет (вы)жить». М.: «Алгоритм», 2013—352 с.
- Чернышов А. Г. «Выборы в России — выбор для России». — М.: «Глобулус», 2007- 232с.
- Чернышов А. Г. «Безумство власти: Провинциальная Россия: 20 лет реформ» // М.: «Ладомир», 2005. — 298с. (совместно с С. И. Барзиловым).
- Чернышов А. Г. «Регион как субъект политики». Саратов: Изд.-во Саратовского университета, 1999—228 с.
- «Империя фарисеев. Социология и психология диктатуры» (коллективная монография). Саратов: Приволжское книжное издательство, 1994—400 с.